# Hancock (Maryland)
Hancock – miasto w Stanach Zjednoczonych, w stanie Maryland, w hrabstwie Washington.